# 弗朗西斯·萊特
法蘭西斯·萊特（Francis Light；1740年—1794年10月21日)，是馬來半島檳榔嶼於英國殖民時期的第一任總督。常被稱做莱特船長（Captain Francis Light）。

## 生平
約1740年出生于英國的薩福克郡。
1759年到1763年期間，在英国皇家海军服役。
1765年開始到不列颠东印度公司工作。
1771年，由于法國與英國正在交戰，企圖在馬來半島尋找海軍基地，指揮商船開往馬來半島北部的吉打，得到當時吉打蘇丹的信任。
1785年他警告普吉島的領導者，說他們將被緬甸人入侵，結果普吉島在準備充足下成功抵抗了緬甸人的入侵。
1786年3月他成功地促使吉打苏丹同意将槟榔屿割让给東印度公司，以换取东印度公司的军事支持，对抗泰国（暹罗）和缅甸（1811年泰国征服吉打，但1909年英国强迫泰国签订条约，将吉打划归英属殖民地马来亚）。
从此檳榔嶼為英国海軍基地。他任當地的總督。他任總督期間，鼓勵華人及其他民族的移民遷入當地，造成當地的繁榮。
1791年檳榔嶼對岸，馬來半島上的吉打部份土地亦列入其統治，稱為威省。
1794年10月21日，他因疟疾在檳榔嶼去世。